# Les Yeux d'Elsa
Pour la chanson, voir Les Yeux d'Elsa (chanson).
Les Yeux d’Elsa est un recueil de vingt et un poèmes de Louis Aragon, publié en 1942. Il rassemble des poèmes parus en revues entre juin 1941 et février 1942. Aragon a indiqué les avoir publiés « dans l’ordre suivant lequel ils ont été écrits ».  

## Contexte

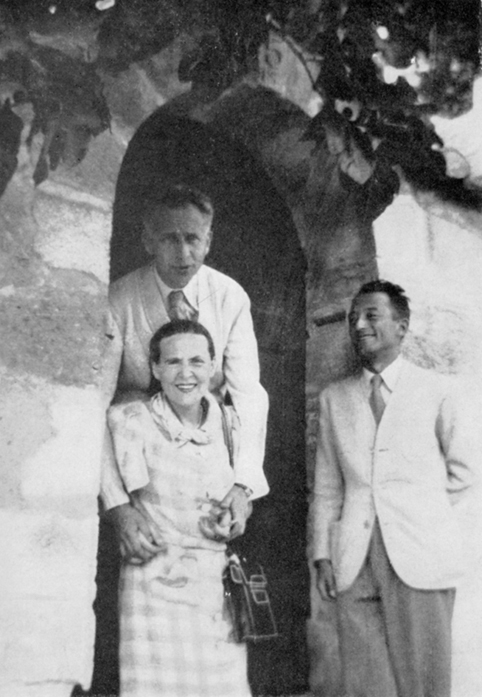
Louis Aragon et Elsa Triolet chez leur ami Pierre Seghers à Villeneuve-lès-Avignon en 1941.

Elsa Triolet rencontre Louis Aragon en 1928 à Montparnasse, au café La Coupole, fréquenté par beaucoup d'artistes. Il devient l'homme de sa vie, celui par qui elle peut enfin s'enraciner dans la société française. Elle devient sa muse. Aragon épouse Elsa le 28 février 1939. Sa poésie est largement inspirée, depuis les années 1940, par l'amour qu'il lui voue.
Sur le front de mai 1940, subissant la débâcle des armées françaises, Aragon, mobilisé en 1939, fait preuve d'un courage qui lui vaut d'être décoré de la croix de guerre et de la médaille militaire. Ces mois de guerre sont à l'origine d'une grande part des poèmes du recueil Les Yeux d'Elsa, publié en 1942 par Pierre Seghers. Réfugié par la suite en zone libre, où il continue d'écrire les poèmes qui composent ce recueil, il va participer, autant par la plume qu'en organisateur clandestin, à la Résistance dans les milieux intellectuels. Son œuvre poétique est mise au service de la mobilisation patriotique.
À la différence de René Char, qui prend le maquis et ne publiera qu'après la guerre ses Feuillets d'Hypnos, ou de Pierre Reverdy qui choisit de ne plus écrire de poèmes tant que la France est occupée, Aragon croit possible de mener le combat avec ses propres armes : la poésie. Ce recueil évoque aussi les malheurs de la guerre et se veut une contribution poétique à la Résistance : l'hymne à l'amour est aussi hymne à la France, à travers sa poésie.

## Analyse
Ce recueil inaugure le long cycle consacré par l'auteur à sa compagne Elsa Triolet,, avec qui il formera jusqu'à la mort de celle-ci, en 1970, un couple mythique. Aragon  poursuit inlassablement sa création poétique, à partir de la femme qui lui donne « tous les pouvoirs ». Suivront notamment Les Yeux et la Mémoire (1954), Le Roman inachevé (1956), Elsa (1959), Le Fou d'Elsa (1963), Il ne m'est Paris que d'Elsa (1964).
Louis Aragon revient dans ce recueil à une simplicité des images et des rythmes, loin des provocations de ses recueils précédents, pour montrer le lien entre son lyrisme personnel et son engagement politique.
Les Yeux d’Elsa est aussi le titre du premier poème du recueil.

## Chanson
Le poème qui fait le titre du recueil est mis en musique et chanté par plusieurs artistes, dont André Claveau, Jean Ferrat, Alain Barrière et plus récemment Patrick Bruel et Mimie Mathy en 2013.